# 費林足球會
費林足球會（Boldklubben Frem，或簡稱Frem，BK Frem Copenhagen）是一家位於丹麥哥本哈根的體育會，它以其半職業足球隊而聞名，成立於1886年，是丹麥最古老的足球隊之一。費林作為丹麥足球其中一支最成功的足球隊之一，曾六次贏得丹麥冠軍和兩次丹麥盃冠軍。費林的主場是可容納10,000人的Valby Idrætspark，自1922年以來一直在那裡比賽。
球會前身為板球俱樂部Fremskridtsklubbens Cricketklub，1896年開始發展足球部門並改名為Boldklubben Frem，球會很快成為丹麥最成功的足球隊，在1920至40年代贏得六次丹麥全國冠軍，並於1956年首次贏得丹麥盃。在1970年代費林經歷復興，於1978年贏得丹麥盃冠軍。然而1993年宣佈破產，球隊奮力重回巔峰，但在2010年再次破產，並被降級到哥本哈根系列賽——丹麥聯賽系統的第五級別。
費林足球會與哥本哈根的另一家俱樂部BK Fremad Amager之間有著激烈的地方競爭，兩支足球隊之間的比賽被稱為“哥本哈根德比”。

## 球隊榮譽
- 丹麥足球冠軍：

 冠軍 (6)： 1923, 1931, 1933, 1936, 1941, 1944
 亞軍 (9)：1930, 1935, 1937, 1938, 1948, 1958, 1966, 1967, 1976
 季軍 (6)：1934, 1955, 1957, 1968, 1971, 1992
- 丹麥盃：

 冠軍 (2)：1956, 1978
 亞軍 (3)：1969, 1971, 1981
- 歐洲足協圖圖盃：

 冠軍 (2)：1969, 1977

## 歐洲賽成績
| 賽季    | 賽事             | 階段   | 對賽球會     | 首回合 | 次回合 | 總比數 |  |
| ------- | ---------------- | ------ | ------------ | ------ | ------ | ------ |  |
| 1967–68 | 國際城市博覽會盃 | 第一圈 | 畢爾包       | 0–1    | 2–3    | 2–4    |  |
|         |                  |        |              |        |        |        |  |
| 1969–70 | 歐洲盃賽冠軍盃   | 第一圈 | 圣加伦       | 2–1    | 0–1    | 2–2    |  |
|         |                  |        |              |        |        |        |  |
| 1972–73 | 歐洲足協盃       | 第一圈 | 索察         | 2–1    | 3–1    | 5–2    |  |
| 1972–73 | 歐洲足協盃       | 第二圈 | 川迪         | 0–5    | 0–4    | 0–9    |  |
|         |                  |        |              |        |        |        |  |
| 1977–78 | 歐洲足協盃       | 第一圈 | 草蜢         | 0–2    | 1–6    | 1–8    |  |
|         |                  |        |              |        |        |        |  |
| 1978–79 | 歐洲盃賽冠軍盃   | 第一圈 | 南錫         | 2–0    | 0–4    | 2–4    |  |
|         |                  |        |              |        |        |        |  |
| 1992–93 | 歐洲足協盃       | 第一圈 | 纳沙泰尔     | 4–1    | 2–2    | 6–3    |  |
| 1992–93 | 歐洲足協盃       | 第二圈 | 皇家薩拉戈薩 | 0–1    | 1–5    | 1–6    |  |

## 外部鏈接
- （丹麥語） 官方網站 （页面存档备份，存于）
- （丹麥語） bkfremarkiv